# Inscripción de Ram Khamhaeng

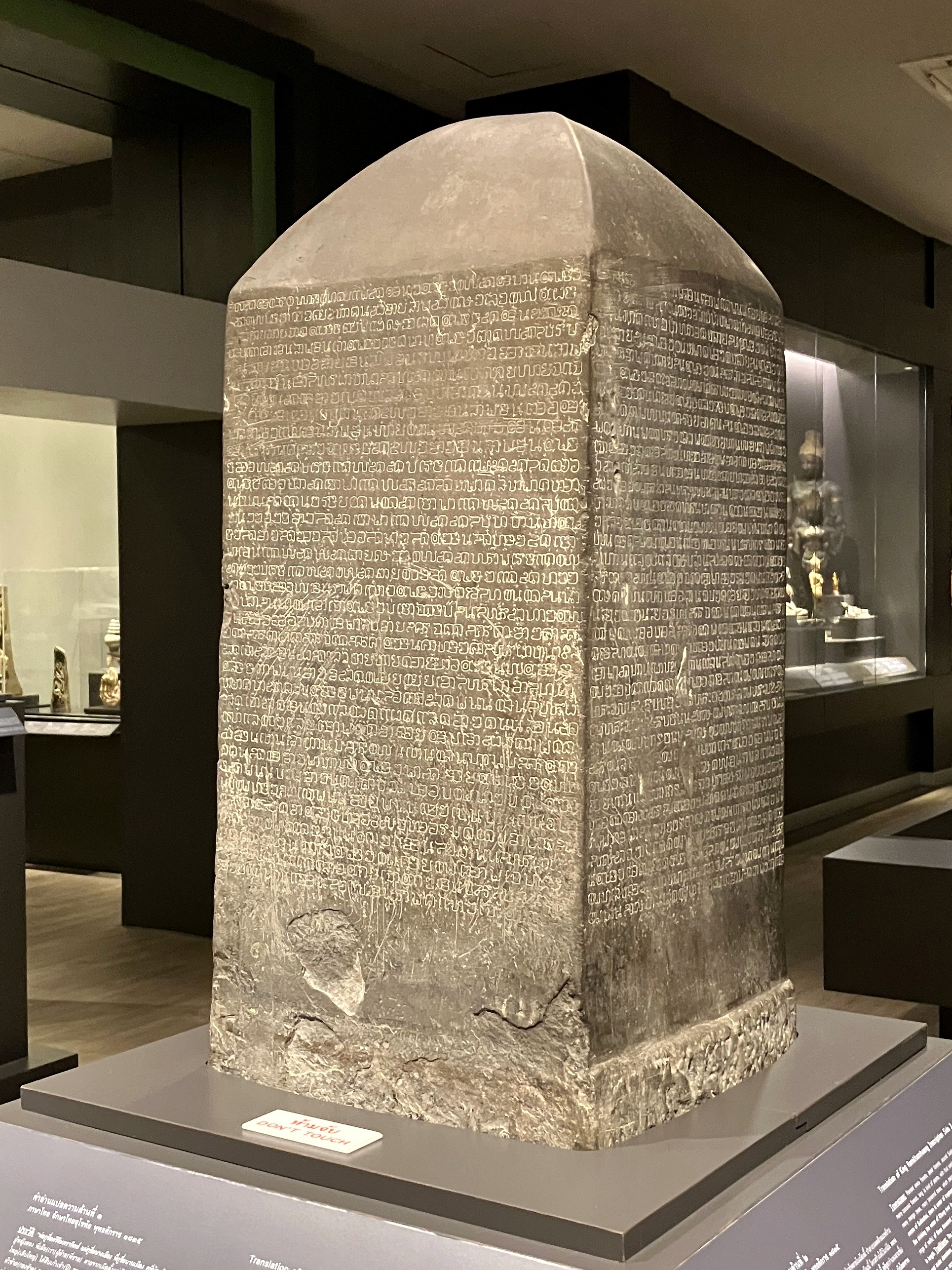
La inscripción de Ram Khamhaeng, en exhibición en el Museo Nacional de Bangkok

La inscripción de Ram Khamhaeng, formalmente conocida como Inscripción de Sukhothai No. 1, es una estela de piedra que contiene inscripciones que tradicionalmente se han considerado como el ejemplo más antiguo de la escritura tailandesa . Descubierto en 1833 por el rey Mongkut (Rama IV), finalmente fue descifrado y datado en 1292. El texto ofrece, entre otras cosas, una descripción del Reino de Sukhothai durante la época del rey Ram Khamhaeng, a quien generalmente se le atribuye. La inscripción tuvo una inmensa influencia en el desarrollo de la historiografía tailandesa desde principios del siglo XX, que llegó a considerar a Sukhothai como el primer reino tailandés.
Desde finales de la década de 1980 hasta la década de 1990, las afirmaciones de que la estela era una falsificación de una fecha posterior dieron lugar a un intenso debate académico. Este debate aún no se ha resuelto definitivamente, pero la microscopía electrónica posterior ha sugerido que es probable que la estela sea tan antigua como se afirmó originalmente, y la mayoría de los académicos en el campo hoy en día la consideran al menos parcialmente auténtica. La inscripción es considerada ampliamente como el documento más importante en la historia tailandesa y fue inscrita en el Registro Internacional Memoria del Mundo de la UNESCO en 2003.

## Descripción y descubrimiento

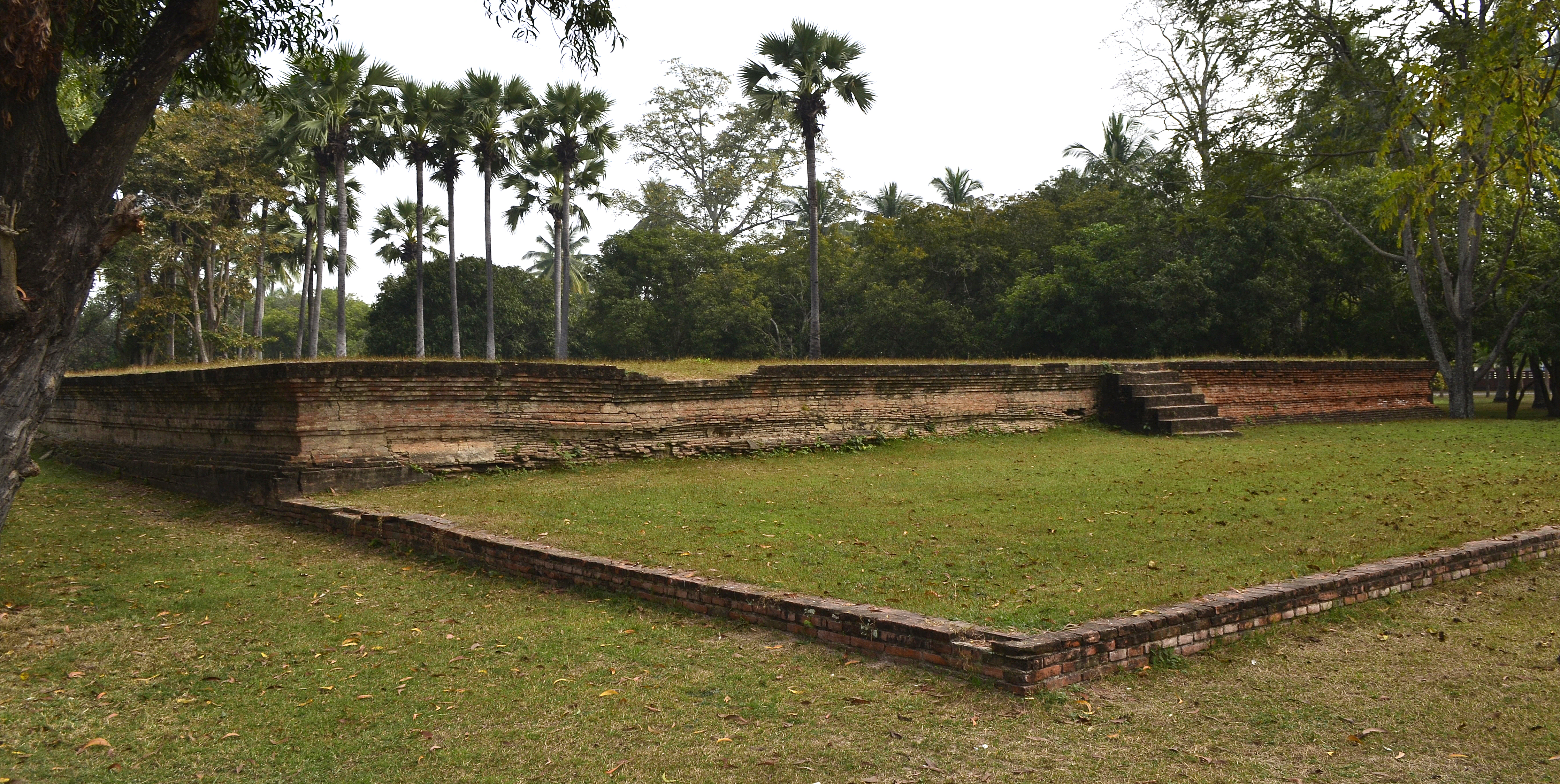
La inscripción fue descubierta cerca de Noen Prasat, donde entonces se creía que estaba el sitio del antiguo palacio, ahora en el Parque Histórico de Sukhothai.

La estela tiene forma de pilar de cuatro lados, mayoritariamente cuadrado y 35,50 centímetros (13,98 plg) de ancho por cada lado, con una parte superior piramidal redondeada. Está realizada en limolita ; la parte superior, donde se encuentran las inscripciones, está pulida, mientras que la parte inferior, que probablemente encajaba en una base, permanece áspera. Mide 114,5 centímetros (45,1 plg) en total.  
La estela fue descubierta en 1833 por el príncipe Mongkut, quien más tarde se convertiría en rey en 1851 y en ese momento estaba ordenado monje.  Mongkut había hecho una peregrinación a la antigua ciudad de Sukhothai, donde entre las ruinas, que entonces se creía que era el sitio del antiguo palacio, descubrió la estela, así como una losa de piedra tallada que se cree que era el trono del gobernante de Sukhothai. Hizo que su séquito trajera los objetos de regreso a Bangkok, y los colocó en Wat Samo Rai (ahora llamado Wat Rachathiwat ), donde residía. La inscripción siguió a Mongkut hasta Wat Bowonniwet en 1836, y luego fue trasladada al Salón del Trono Dusit Maha Prasat del Gran Palacio en 1911. Fue trasladado nuevamente a la Biblioteca Vajirañāṇa en 1924, y finalmente fue adquirido por el Museo Nacional de Bangkok en 1968, donde actualmente se encuentra en exposición permanente.  

## Descifrando

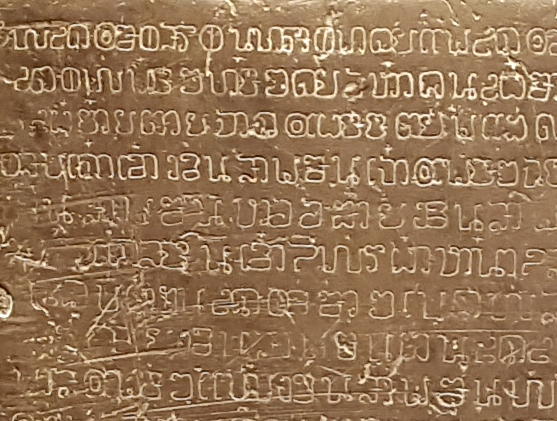
Detalle, mostrando los cáracteres.

Mongkut realizó estudios iniciales de la inscripción y en 1836 estableció una comisión, encabezada por el monje príncipe Roek (quien más tarde se convertiría en el Patriarca Supremo Pavares Variyalongkorn ), para encargarse de su desciframiento. En 1855, Mongkut (ahora rey) presentó una copia litográfica de la inscripción, con anotaciones que daban traducciones parciales y una carta explicando su significado, al enviado británico John Bowring, y otra copia fue presentada al enviado francés Charles de Montigny en 1856. 
El primer intento de traducción del texto a una lengua occidental fue publicado por el polímata alemán Adolf Bastian en 1864. El misionero francés Père Schmitt publicó su traducción en 1884 y 1885, con revisiones posteriores en 1895 y 1898. También en 1898, el primer trabajo en idioma tailandés sobre la inscripción se publicó en la revista Vajirañāṇa. Una transliteración de la inscripción completa en la escritura tailandesa moderna se imprimió como panfleto para la gira del Príncipe Heredero Vajiravudh por el antiguo Reino de Sukhothai en 1908. 
En 1909, Cornelius Beach Bradley, profesor de retórica en la Universidad de California y experto en lengua siamesa, publicó una traducción de la inscripción al inglés,  que más tarde fue descrita como "la primera traducción razonablemente satisfactoria" de la inscripción a una lengua occidental. George Cœdès realizó posteriormente una transcripción y traducción autorizada (al francés), que se publicó en 1924.  Las revisiones publicadas por AB Griswold y Prasert na Nagara en 1971  y la Biblioteca Nacional en 1977 mejoraron la versión de Cœdès, y Winai Pongsripian publicó la transliteración tailandesa más reciente en 2009. 
La inscripción contiene 35 líneas de texto en su primera y segunda cara, y 27 en la tercera y cuarta. La escritura utilizada, conocida actualmente como escritura Sukhothai, es una forma temprana de la escritura tailandesa (también conocida como siamesa), que difiere enormemente del tailandés moderno y tiene cierta similitud con el antiguo jemer, del que se considera que fue adaptado.  Lo más significativo es que la escritura no contiene marcas vocálicas por encima ni por debajo de las líneas, una característica que se observa en inscripciones posteriores de Sukhothai y en escrituras tailandesas modernas, así como en escrituras índicas anteriores. 
El texto consta de tres secciones escritas de forma continua sin interrupciones claras. La primera (líneas 1 a 18 del primer lado), que está escrita en primera persona, cuenta la historia personal de los primeros años de vida de Ram Khamhaeng hasta que se convirtió en gobernante. La segunda (línea 18 del primer lado a la línea 11 del cuarto lado) describe varios aspectos de la ciudad de Sukhothai y sus costumbres, incluida su abundancia, las libertades de la gente, la justicia del gobernante, las prácticas religiosas y las características físicas y geográficas. Acaba con la historia de una instalación de un trono de piedra por parte de Ram Khamhaeng en el año 1214 de la era Saka (MS; correspondiente a 1292). CE), consagración de reliquias en Si Satchanalai en MS 1207 (1285 CE) y su invención de la escritura en MS 1205 (1283 CE). La sección se refiere a Ram Khamhaeng por su nombre en todo momento. La tercera sección (líneas 11-27 del cuarto lado) contiene elogios al rey y describe el alcance de su reino. Este epílogo final, que pudo haber servido como panegírico, está escrito con una mano diferente, con algunas diferencias ortográficas, lo que indica que probablemente se trató de un añadido posterior. 
Según Cœdès, la inscripción probablemente fue hecha para conmemorar la instalación del trono de piedra por Ram Khamhaeng en 1292, y este es el año en el que generalmente se la data.  La inscripción, que describe un reino abundante gobernado paternalmente por un rey benévolo, fue extremadamente influyente en el desarrollo de la historiografía tailandesa. Basada en las obras del Príncipe Damrong Rajanubhab durante la década de 1910 y 1920, Sukhothai llegó a ser considerada como la primera capital tailandesa, una época dorada durante la cual florecieron los valores tailandeses (a diferencia de Ayutthaya, posteriormente influenciada por los jemeres). Esta visión oficial se enseña en las escuelas y formó el núcleo de la escritura histórica tailandesa dominante a lo largo del siglo XX. 

## Controversia sobre la autenticidad
En julio de 1987, el historiador Michael Vickery presentó un trabajo titulado "La inscripción de Ram Khamhaeng: ¿Un cráneo de Piltdown en la historia del sudeste asiático?" en la Conferencia Internacional de Estudios Tailandeses de la Universidad Nacional Australiana, en el que reunió los argumentos suyos y de otros que ponían en duda la autenticidad de la inscripción.  Estos incluían la escritura utilizada en la inscripción, su vocabulario y su contenido.  Su postura fue apoyada, sobre todo, por el historiador de arte Piriya Krairiksh, que publicó en tailandés, en agosto de 1988, argumentos adicionales de que la estela era una falsificación del propio Mongkut. Las afirmaciones —impactantes porque implican que habría que reescribir la mayor parte de la historia tailandesa— dieron lugar a un intenso y acalorado debate académico, al que se unieron docenas de académicos que las refutaron y las apoyaron.  Se celebraron numerosos seminarios y el debate continuó a través de varias publicaciones, incluido un volumen especial (en tailandés) publicado por la revista Art &amp; Culture (Silpa Wattanatham) en 1988  y una compilación de artículos en inglés publicada en 1991 por la Siam Society .  
Aunque se presentaron contraargumentos para abordar las afirmaciones, y un análisis de 1990 que utilizó microscopía electrónica de barrido y espectroscopia de rayos X de energía dispersiva encontró que la estela de Ram Khamhaeng tenía la misma edad (700-500 años) que otras cuatro inscripciones de Sukhothai, varios defensores siguen convencidos de la teoría de la falsificación, y el debate no se ha resuelto definitivamente.   Sin embargo, la inscripción fue presentada con éxito al Programa Memoria del Mundo de la UNESCO y fue inscrita en su registro en 2003. 
El intenso escrutinio y análisis también condujo a un cuerpo de investigación mucho más rico sobre la inscripción, y se han propuesto varias teorías nuevas sobre su propósito y las circunstancias exactas de su creación. Sin embargo, aunque el historiador Barend Jan Terwiel observó que "el mundo académico tailandés mostró una refrescante apertura mental" en su respuesta a las afirmaciones,  el público a veces respondió con hostilidad. Una publicación en 2004 en un periódico tailandés por Piriya y el autor británico expatriado Michael Wright (también defensor de la teoría de la falsificación) provocó protestas furiosas en Sukhothai y amenazas por parte de un político de procesarlos por difamar a los reyes y dañar la seguridad nacional. 